# Aiolopus luridus
Aiolopus luridus är en insektsart som först beskrevs av Brancsik 1895.  Aiolopus luridus ingår i släktet Aiolopus och familjen gräshoppor. Inga underarter finns listade i Catalogue of Life.